# اسامه السویدی
اسامه السویدی (انگلیسی: Oussama Souaidy؛ زادهٔ ۲۵ اوت ۱۹۸۱) بازیکن فوتبال اهل مراکش بود.
از باشگاه‌هایی که در آن بازی کرده‌است می‌توان به باشگاه فوتبال تولوز اشاره کرد.
وی همچنین در تیم ملی فوتبال مراکش بازی کرده‌است.